# Grand Prix USA
Grand Prix USA je automobilový závod, který se poprvé jel v roce 1908 pod jménem American Grand Prize. V roce 1959 se stal součástí kalendáře Formule 1. Od roku 2012 se závod koná na okruhu Circuit of the Americas v texaském Austinu, již šestém okruhu (kromě Austinu Sebring, Riverside, Watkins Glen, Phoenix, Indianapolis), který hostí Velkou cenu USA F1 a desátém americkém okruhu celkem (navíc Long Beach, Ceasars Palace, Detroit, Dallas). Nejvíce vítězství, šest, vybojoval Lewis Hamilton.

## Vítězové Grand Prix USA
Tučně jsou znázorněni účastníci aktuální sezóny šampionátu Formule 1.
Růžové pozadí znázorňuje závody, které nebyly součástí šampionátů Formule 1.

### Opakovaná vítězství (jezdci)
| Počet vítězství | Jezdec             | Roky                               |
| --------------- | ------------------ | ---------------------------------- |
| 6               | Lewis Hamilton     | 2007, 2012, 2014, 2015, 2016, 2017 |
| 5               | Michael Schumacher | 2000, 2003, 2004, 2005, 2006       |
| 3               | Graham Hill        | 1963, 1964, 1965                   |
| 3               | Jim Clark          | 1962, 1966, 1967                   |
| 3               | Max Verstappen     | 2021, 2022, 2023                   |
| 2               | David Bruce-Brown  | 1910, 1911                         |
| 2               | Jackie Stewart     | 1968, 1972                         |
| 2               | James Hunt         | 1976, 1977                         |
| 2               | Carlos Reutemann   | 1974, 1978                         |
| 2               | Ayrton Senna       | 1990, 1991                         |

### Opakovaná vítězství (týmy)
| Počet vítězství | Konstruktér | Roky                                                             |
| --------------- | ----------- | ---------------------------------------------------------------- |
| 11              | Ferrari     | 1975, 1978, 1979, 2000, 2002, 2003, 2004, 2005, 2006, 2018, 2024 |
| 8               | Lotus       | 1960, 1961, 1962, 1966, 1967, 1969, 1970, 1973                   |
| 8               | McLaren     | 1976, 1977, 1989, 1990, 1991, 2001, 2007, 2012                   |
| 6               | Mercedes    | 1910, 2014, 2015, 2016, 2017, 2019                               |
| 4               | Red Bull    | 2013, 2021, 2022, 2023                                           |
| 3               | Fiat        | 1908, 1911, 1912                                                 |
| 3               | BRM         | 1963, 1964, 1965                                                 |
| 2               | Peugeot     | 1915, 1916                                                       |
| 2               | Tyrrell     | 1971, 1972                                                       |

### Opakovaná vítězství (dodavatelé motorů)
| Počet vítězství | Dodavatel  | Roky                                                             |
| --------------- | ---------- | ---------------------------------------------------------------- |
| 11              | Ford*      | 1967, 1968, 1969, 1970, 1971, 1972, 1973, 1974, 1976, 1977, 1980 |
| 11              | Ferrari    | 1975, 1978, 1979, 2000, 2002, 2003, 2004, 2005, 2006, 2018, 2024 |
| 9               | Mercedes** | 1910, 2001, 2007, 2012, 2014, 2015, 2016, 2017, 2019             |
| 4               | Climax     | 1959, 1960, 1961, 1962,                                          |
| 4               | BRM        | 1963, 1964, 1965, 1966                                           |
| 4               | Honda      | 1989, 1990, 1991, 2021                                           |
| 3               | Fiat       | 1908, 1911, 1912                                                 |
| 2               | Peugeot    | 1915, 1916                                                       |

* V letech 1968-1993 působil jako Cosworth.

** V letech 1997-2003 působil jako Ilmor.

### Vítězové v jednotlivých letech
| Rok         | Jezdec                       | Konstruktér         | Trať                            | Město         | Stát       | Výsledky  |
| ----------- | ---------------------------- | ------------------- | ------------------------------- | ------------- | ---------- | --------- |
| 2024        | Charles Leclerc              | Ferrari             | Circuit of the Americas         | Austin        | Texas      | Výsledky  |
| 2023        | Max Verstappen               | Red-Bull-Honda RBPT | Circuit of the Americas         | Austin        | Texas      | Výsledky  |
| 2022        | Max Verstappen               | Red-Bull-RBPT       | Circuit of the Americas         | Austin        | Texas      | Výsledky  |
| 2021        | Max Verstappen               | Red-Bull-Honda      | Circuit of the Americas         | Austin        | Texas      | Výsledky  |
| 2020        | Nejelo se                    | Nejelo se           | Nejelo se                       | Nejelo se     | Nejelo se  | Nejelo se |
| 2019        | Valtteri Bottas              | Mercedes            | Circuit of the Americas         | Austin        | Texas      | Výsledky  |
| 2018        | Kimi Räikkönen               | Ferrari             | Circuit of the Americas         | Austin        | Texas      | Výsledky  |
| 2017        | Lewis Hamilton               | Mercedes            | Circuit of the Americas         | Austin        | Texas      | Výsledky  |
| 2016        | Lewis Hamilton               | Mercedes            | Circuit of the Americas         | Austin        | Texas      | Výsledky  |
| 2015        | Lewis Hamilton               | Mercedes            | Circuit of the Americas         | Austin        | Texas      | Výsledky  |
| 2014        | Lewis Hamilton               | Mercedes            | Circuit of the Americas         | Austin        | Texas      | Výsledky  |
| 2013        | Sebastian Vettel             | Red Bull-Renault    | Circuit of the Americas         | Austin        | Texas      | Výsledky  |
| 2012        | Lewis Hamilton               | McLaren-Mercedes    | Circuit of the Americas         | Austin        | Texas      | Výsledky  |
| 2011 - 2008 | Nejelo se                    | Nejelo se           | Nejelo se                       | Nejelo se     | Nejelo se  | Nejelo se |
| 2007        | Lewis Hamilton               | McLaren-Mercedes    | Indianapolis Motor Speedway     | Indianapolis  | Indiana    | Výsledky  |
| 2006        | Michael Schumacher           | Ferrari             | Indianapolis Motor Speedway     | Indianapolis  | Indiana    | Výsledky  |
| 2005        | Michael Schumacher           | Ferrari             | Indianapolis Motor Speedway     | Indianapolis  | Indiana    | Výsledky  |
| 2004        | Michael Schumacher           | Ferrari             | Indianapolis Motor Speedway     | Indianapolis  | Indiana    | Výsledky  |
| 2003        | Michael Schumacher           | Ferrari             | Indianapolis Motor Speedway     | Indianapolis  | Indiana    | Výsledky  |
| 2002        | Rubens Barrichello           | Ferrari             | Indianapolis Motor Speedway     | Indianapolis  | Indiana    | Výsledky  |
| 2001        | Mika Häkkinen                | McLaren-Mercedes    | Indianapolis Motor Speedway     | Indianapolis  | Indiana    | Výsledky  |
| 2000        | Michael Schumacher           | Ferrari             | Indianapolis Motor Speedway     | Indianapolis  | Indiana    | Výsledky  |
| 1999 - 1992 | Nejelo se                    | Nejelo se           | Nejelo se                       | Nejelo se     | Nejelo se  | Nejelo se |
| 1991        | Ayrton Senna                 | McLaren-Honda       | Phoenix street circuit          | Phoenix       | Arizona    | Výsledky  |
| 1990        | Ayrton Senna                 | McLaren-Honda       | Phoenix street circuit          | Phoenix       | Arizona    | Výsledky  |
| 1989        | Alain Prost                  | McLaren-Honda       | Phoenix street circuit          | Phoenix       | Arizona    | Výsledky  |
| 1988 - 1981 | Nejelo se                    | Nejelo se           | Nejelo se                       | Nejelo se     | Nejelo se  | Nejelo se |
| 1980        | Alan Jones                   | Williams-Ford       | Watkins Glen International      | Watkins Glen  | New York   | Výsledky  |
| 1979        | Gilles Villeneuve            | Ferrari             | Watkins Glen International      | Watkins Glen  | New York   | Výsledky  |
| 1978        | Carlos Reutemann             | Ferrari             | Watkins Glen International      | Watkins Glen  | New York   | Výsledky  |
| 1977        | James Hunt                   | McLaren-Ford        | Watkins Glen International      | Watkins Glen  | New York   | Výsledky  |
| 1976        | James Hunt                   | McLaren-Ford        | Watkins Glen International      | Watkins Glen  | New York   | Výsledky  |
| 1975        | Niki Lauda                   | Ferrari             | Watkins Glen International      | Watkins Glen  | New York   | Výsledky  |
| 1974        | Carlos Reutemann             | Brabham-Ford        | Watkins Glen International      | Watkins Glen  | New York   | Výsledky  |
| 1973        | Ronnie Peterson              | Lotus-Ford          | Watkins Glen International      | Watkins Glen  | New York   | Výsledky  |
| 1972        | Jackie Stewart               | Tyrrell-Ford        | Watkins Glen International      | Watkins Glen  | New York   | Výsledky  |
| 1971        | Francois Cevert              | Tyrrell-Ford        | Watkins Glen International      | Watkins Glen  | New York   | Výsledky  |
| 1970        | Emerson Fittipaldi           | Lotus-Ford          | Watkins Glen International      | Watkins Glen  | New York   | Výsledky  |
| 1969        | Jochen Rindt                 | Lotus-Ford          | Watkins Glen International      | Watkins Glen  | New York   | Výsledky  |
| 1968        | Jackie Stewart               | Matra-Ford          | Watkins Glen International      | Watkins Glen  | New York   | Výsledky  |
| 1967        | Jim Clark                    | Lotus-Ford          | Watkins Glen International      | Watkins Glen  | New York   | Výsledky  |
| 1966        | Jim Clark                    | Lotus-BRM           | Watkins Glen International      | Watkins Glen  | New York   | Výsledky  |
| 1965        | Graham Hill                  | BRM                 | Watkins Glen International      | Watkins Glen  | New York   | Výsledky  |
| 1964        | Graham Hill                  | BRM                 | Watkins Glen International      | Watkins Glen  | New York   | Výsledky  |
| 1963        | Graham Hill                  | BRM                 | Watkins Glen International      | Watkins Glen  | New York   | Výsledky  |
| 1962        | Jim Clark                    | Lotus-Climax        | Watkins Glen International      | Watkins Glen  | New York   | Výsledky  |
| 1961        | Innes Ireland                | Lotus-Climax        | Watkins Glen International      | Watkins Glen  | New York   | Výsledky  |
| 1960        | Stirling Moss                | Lotus-Climax        | Riverside International Raceway | Riverside     | Kalifornie | Výsledky  |
| 1959        | Bruce McLaren                | Cooper-Climax       | Sebring International Raceway   | Sebring       | Florida    | Výsledky  |
| 1958        | Chuck Daigh                  | Scarab-Chevrolet    | Riverside International Raceway | Riverside     | Kalifornie | Výsledky  |
| 1957 - 1917 | Nejelo se                    | Nejelo se           | Nejelo se                       | Nejelo se     | Nejelo se  | Nejelo se |
| 1916        | Howdy Nilcox a Johnny Aitken | Peugeot L76         | Santa Monica                    | Santa Monica  | Kalifornie | Výsledky  |
| 1915        | Dario Resta                  | Peugeot L76         | San Francisco                   | San Francisco | Kalifornie | Výsledky  |
| 1914        | Eddie Pullen                 | Mercer              | Santa Monica                    | Santa Monica  | Kalifornie | Výsledky  |
| 1913        | Nejelo se                    | Nejelo se           | Nejelo se                       | Nejelo se     | Nejelo se  | Nejelo se |
| 1912        | Caleb Bragg                  | Fiat                | Milwaukee                       | Milwaukee     | Wisconsin  | Výsledky  |
| 1911        | David Bruce-Brown            | Fiat                | Savannah                        | Savannah      | Georgie    | Výsledky  |
| 1910        | David Bruce-Brown            | Benz                | Savannah                        | Savannah      | Georgie    | Výsledky  |
| 1909        | Nejelo se                    | Nejelo se           | Nejelo se                       | Nejelo se     | Nejelo se  | Nejelo se |
| 1908        | Louis Wagner                 | Fiat                | Savannah                        | Savannah      | Georgie    | Výsledky  |